# Buneb
Buneb (neb = "gospodar") je bio egipatski princ 4. dinastije, sin krunskog princa Nefermaata i njegove žene Itet, te unuk faraona Snofrua.